# Percy Harris
Sir Percy Alfred Harris, 1. Baronet (* 6. März 1876 in Kensington, London; † 28. Juni 1952 ebenda) war ein britischer Politiker der Liberal Party.

## Leben und Tätigkeit
Harris war der zweite Sohn des Wolf Harris (1833–1926), der als Einwanderer aus Polen nach Großbritannien gekommen war. Er besuchte die Harrow Schule und studierte anschließend an der Trinity Hall der Universität Cambridge. 1899 erhielt er die Anwaltszulassung.
Bei der britischen Parlamentswahl des Jahres 1906 kandidierte Harris erstmals für einen Sitz im House of Commons: Er trat im Wahlkreis Ashford an, unterlag aber knapp – mit weniger als 400 Stimmen Rückstand – gegen den Konservativen Laurence Hardy. Eine Kandidatur bei den Parlamentswahlen im Januar 1910 im Wahlkreis Harrow endete ebenfalls mit einer Niederlage.
Anlässlich einer Nachwahl im Wahlkreis Harborough im Jahr 1916 gelang es Harris schließlich im dritten Anlauf als Abgeordneter für die Liberal Party ins House of Commons, das britische Parlament, einzuziehen, dem er zunächst knapp zwei Jahre lang, bis zum Ende des Ersten Weltkriegs angehörte. Bei der Parlamentswahl vom Dezember 1918, in der er gegen den Kandidaten Keith Alexander Fraser unterlag, verlor Harris seinen Sitz im Unterhaus vorläufig wieder. Hintergrund war, dass er sich bei der parteiinternen Spaltung der Liberal Party, die in der letzten Phase des Ersten Weltkriegs eingetreten war, auf die Seite der Minderheitengruppe um Herbert Henry Asquith gestellt hatte, die sich gegen die 1915 gebildete Koalitionsregierung der Liberalen mit den Konservativen wandte, während die Mehrheit der Partei um ihren Mehrheitsführer David Lloyd George, der zugleich seit 1916 als Premierminister amtierte, diese Koalitionsregierung für richtig erachtete und sie auch über das Kriegsende hinaus fortführen wollte. Dementsprechend traten in der kurz nach Kriegsende durchgeführten Unterhauswahl zwei liberale Kandidaten (aber kein konservativer) in Harris’ Wahlkreis gegeneinander an: Ein unionistischer, d. h. die Koalition mit den Konservativen befürwortender, Kandidat, Fraser, sowie Harris als Gegner dieses Zusammengehens. Da Harris’ Gegenkandidat die Unterstützung der Koalitionsregierung wie auch der Mehrheitsgruppe der Liberalen um Lloyd George hatte, und er zudem über starken Rückhalt in den größtenteils von Anhängern der Koalitionsregierung kontrollierten Zeitungen in Harris’ Wahlkreis verfügte, konnte er sich gegen ihn als Mandatsinhaber durchsetzen.
Vier Jahre später, bei der Parlamentswahl von 1922, konnte Harris schließlich als Kandidat der Liberalen im Londoner Wahlkreis Bethnal Green South West ins Unterhaus zurückkehren. Er gehörte diesem für den genannten Wahlkreis nun dreiundzwanzig Jahre lang ohne Unterbrechung bis zur Unterhauswahl vom Sommer 1945 als Abgeordneter an. In dieser Wahl, die mit einem landesweiten Erdrutschsieg für die Labour Party endete, verlor er sein Mandat an den Labour-Kandidaten Percy Holman. Ein Versuch Harris’ bei der Unterhauswahl von 1950, seinen alten Parlamentssitz (bzw. den Sitz für den neuen Wahlkreis Bethnal Green der durch die Zusammenlegung seines früheren Wahlkreises und eines anderen Wahlkreises entstanden war) zurückzuerobern schlug fehl: In dieser Wahl, der letzten, zu der er antrat, blieb er mit mehr als 10.000 Stimmen hinter dem Mandatsinhaber zurück. Während der dreiundzwanzig Jahre seiner Zugehörigkeit zum britischen Parlament wurde Harris’ Mandat insgesamt fünf Mal – bei den Unterhauswahlen der Jahre 1923, 1924, 1929, 1931 und 1935 – bestätigt. Harris gehörte dem britischen Parlament somit insgesamt über einen Zeitraum von neunundzwanzig Jahren (1916 bis 1945) insgesamt fünfundzwanzig Jahre lang (von 1916 bis 1918 und von 1922 bis 1945) als Abgeordneter an.
Am 14. Januar 1932 wurde ihm der erbliche Adelstitel Baronet, of Bethnal Green in the County of London, verliehen.
Anlässlich der Spaltung der Liberal Party im Jahr 1931, zu der es aufgrund von Meinungsverschiedenheiten in der Frage des Freihandels kam, schloss Harris sich der Gruppe um Herbert Samuel an, die dafür plädierte, dass die Liberalen in der Allparteienregierung aus Konservativen, Labour Party und Liberalen verbleiben sollten, um für eine Aufrechterhaltung des Freihandels zu kämpfen, während die Gegengruppe für einen Austritt eintrat. Als die Allparteienregierung sich schließlich gegen den Freihandel wandte, und auch die Gruppe um Samuel aus der Regierung ausschied, ging auch Harris in die Opposition.
Im Jahr 1935 wurde Harris als Nachfolger von Walter Rea zum Chef-Einpeitscher (chief whip) der liberalen Fraktion im Unterhaus ernannt. In dieser Stellung war er mit der Durchsetzung der Fraktionsdisziplin beauftragt. Im selben Jahr wurde er in den britischen Kronrat (Privy Council) berufen.
Während des Zweiten Weltkriegs wurde Harris 1940 zusätzlich zu seiner Funktion als Chefeinpeitscher der liberalen Parlamentsfraktion der Posten des stellvertretenden Führers (Deputy Leader) der liberalen Fraktion im Parlament übertragen. Beide Ämter bekleidete er bis 1945. Grund für Harris Ernennung zum stellvertretenden Fraktionsführer der Liberalen war, dass der Vorsitzende der Liberal Party Archibald Sinclair im Jahr 1940 als Minister in die Kriegsregierung Churchill eingetreten war, so dass es zu entsprechenden Verschiebungen in der Führung der Fraktion kam.
Von den nationalsozialistischen Polizeiorganen wurde Harris Ende der 1930er Jahre als wichtige Zielperson eingestuft: Im Frühjahr 1940 setzte das Reichssicherheitshauptamt in Berlin ihn auf die Sonderfahndungsliste G.B., ein Verzeichnis von Personen, die im Falle einer erfolgreichen Invasion und Besetzung der britischen Inseln durch die Wehrmacht von den Besatzungstruppen nachfolgenden Sonderkommandos der SS mit besonderer Priorität ausfindig gemacht und verhaftet werden sollten.
Neben seiner Zugehörigkeit zum House of Commons gehörte Harris von 1907 bis 1934 zudem dem Londoner Stadtrat (London City Council) als Abgeordneter für den Bezirk Bethnal Green Southwest an. Nachdem er erstmals im Jahr 1907 in diesen gewählt worden war, wurde sein Mandat bei sieben folgenden Stadtratswahlen (1913, 1919) bestätigt. 1915 wurde er zum stellvertretenden Vorsitzenden des Stadtrates (deptuy chairman) ernannt. 1946 und 1949 wurde er noch zweimal in den Londoner Stadtrat gewählt, dem er während der folgenden Amtsperiode als einziger liberaler Abgeordneter angehörte.

## Familie
Seit 1901 war Harris mit Marguerite Frieda Bloxam (1877–1962) verheiratet, mit der er zwei Söhne hatte. Harris Urenkel ist der ehemalige Parlamentsabgeordnete Matthew Taylor.

## Schriften
- Forty Years In and Out of Parliament, 1947.